# Ljubovija
Ljubovija (ćir.: Љубовија) je grad i središte  istoimene općine u Mačvanskom okrugu u Srbiji na granici s Bosnom i Hercegovinom.

## Stanovništvo
U gradu Ljuboviji živi 4.130 stanovnika, od toga 3.124 punoljetna stanovnika, a prosječna starost stanovništva iznosi 35,2 godina (34,6 kod muškaraca i 35,8 kod žena). U naselju ima 1.315 domaćinstavo, a prosječan broj članova po domaćinstvu je 3,11.
Prema popisu stanovništva iz 1991. godine u gradu je živjelo 3.663 stanovnika.
| Etnički sastav 2002. |            |        |
| Narod                | Stanovnika | %      |
| Srbi                 | 4.047      | 97,99% |
| Jugoslaveni          | 23         | 0,55%  |
| Crnogorci            | 3          | 0,07%  |
| Makedonci            | 3          | 0,07%  |
| Romi                 | 2          | 0,04%  |
| Bošnjaci             | 1          | 0,02%  |
| Rusi                 | 1          | 0,02%  |
| Mađari               | 1          | 0,02%  |
| Hrvati               | 1          | 0,02%  |
| nepoznato            | 45         | 0,91%  |

| broj stanovnika | 597   | 660   | 1142  | 1614  | 2717  | 3663  | 4130  |
|                 | 1948. | 1953. | 1961. | 1971. | 1981. | 1991. | 2001. |

## Vanjske poveznice
- Karte, udaljenosti, vremenska prognoza  Arhivirana inačica izvorne stranice od 15. lipnja 2009. (Wayback Machine)
- [neaktivna poveznica]